# Thymári
Thymári (Thymari) är en ort i Grekland.   Den ligger i prefekturen Nomarchía Anatolikís Attikís och regionen Attika, i den sydöstra delen av landet, 40 km sydost om huvudstaden Aten. Thymári ligger 83 meter över havet och antalet invånare är 723.
Terrängen runt Thymári är kuperad österut, men åt nordväst är den platt. Havet är nära Thymári åt sydväst.  Närmaste större samhälle är Vári, 19,2 km nordväst om Thymári. 